# Cariblatta imitans
Cariblatta imitans ist eine kaum erforschte Art der Schaben. Die natürliche Heimat der Art ist Mittelamerika. In Europa wurde die Art eingeschleppt in Gewächshäusern gefunden.

## Merkmale
Es handelt sich um eine relativ kleine Schabenart. Männchen sind etwa 8 bis knapp 9 Millimeter lang, Weibchen gut 10 Millimeter. Imagines sind voll geflügelt und flugfähig. Die Geschlechter sind morphologisch untereinander sehr ähnlich. Die Grundfarbe ist gelblich ockerbraun, mit einem undeutlichen braunen Fleck auf der Unterseite an der Basis des Hinterleibs. Bei der Art sind die Hinterflügel (Tegmina) ungefleckt, sie sind durchscheinend gelblichbraun. Die Flügel sind im Gegensatz zu anderen Arten der Gattung nicht irisierend. Durch die dunklere Färbung der zahlreichen Längs- und Queradern ergibt sich eine braune Netzzeichnung. Die Scheibe des Pronotums trägt kleine dunkle Punkte, sein Rand ist transparent. Der Scheitel des Kopfs ist braun gefärbt.
Männchen sind von anderen Arten der Gattung an der Gestalt der Subgenitalplatte und der Styli zu erkennen. Die Subgenitalplatte ist symmetrisch. Die Styli sind eingliedrig und ähnlich zu anderen Schabengattungen, ohne besondere Spezialisierungen, nicht umgebildet zu knopfartiger Gestalt.

## Verbreitung
Die Art wurde gefunden und erstbeschrieben aus der Ortschaft Corozal, Panamakanalzone. Gesicherte publizierte Funde gibt es neben Panama aus Costa Rica, möglicherweise kommt sie auch in Nicaragua vor.
Der Ursprung der nach Europa eingeschleppten Tiere wird in Nicaragua vermutet. Hier wurden 2000 während einer Expedition, an der der Botanische Garten der Pavol-Jozef-Šafárik-Universität in Košice (Slowakei) beteiligt war (Botanická záhrada UPJŠ v Košiciach), einige Pflanzen gesammelt. Die Funde aus dem im Botanischen Garten befindlichen Victoria-Gewächshaus sind die ersten in Europa und außerhalb des natürlichen Verbreitungsgebiets der Art. Weitere, bisher unpublizierte Funde werden angegeben aus dem Palmengarten Frankfurt, aus Tartu in Estland und aus dem Botanischen Garten Meise in Belgien. Die Art könnte potentiell eine neue invasive Spezies in Gewächshäusern sein.

## Lebensraum
In Panama wurde die Art in der Blattstreu der Wälder gefunden.

## Taxonomie
Die Art wurde von dem US-amerikanischen Entomologen Morgan Hebard (1887–1946), gemeinsam mit der Gattung, im Jahr 1916 erstbeschrieben. Sie ist nah verwandt mit Cariblatta aediculata und Cariblatta fossicauda.